# Pampers

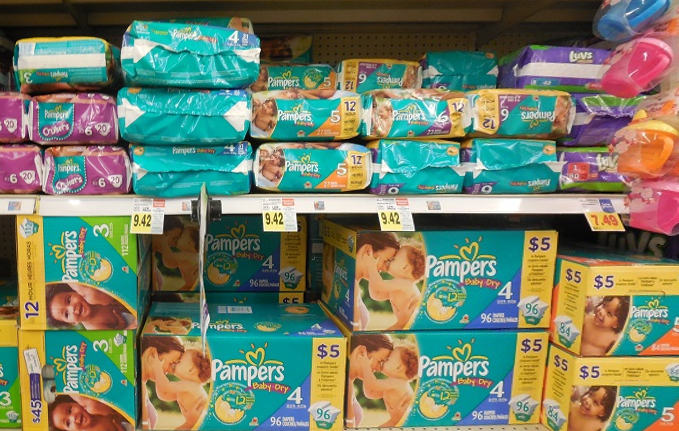
Produtos Pampers na gôndola de um supermercado.

Pampers é uma marca de produtos para bebês da Procter & Gamble. Mais conhecida por suas fraldas, ela foi fundada em 1961 por Victor Mills.

## Ligações Externas
- Website da empresa (em português)